# Marcus Sakey
Œuvres principales
- Les Brillants

Marcus Sakey, né en 1974 à Flint, dans l'État du Michigan, est un écrivain américain, auteur de roman policier.

## Biographie
Né à Flint, Marcus Sakey passe sa jeunesse dans plusieurs banlieues autour de Détroit. De 1992 à 1996, il entreprend et complète ses études supérieures en communications et en sciences politiques à l'université du Michigan. Il travaille ensuite dans une entreprise de conception graphique à Atlanta, puis, pendant une dizaine d'années, dans le milieu de la publicité et du marketing. 
Après son mariage, il s'installe à Chicago et s'inscrit pendant près d'un an dans un programme de maîtrise avec une spécialisation en création littéraire.
En 2008, il publie Désaxé (The Blade Itself), son premier roman, qui se déroule, comme la plupart de ses œuvres ultérieures, dans le milieu populaire des travailleurs de la construction et de la voirie au sud de Chicago.

## Œuvres

### SérieLa Saga des Brillants
1. Brilliance (2013) Publié en français sous le titre Les Brillants, traduit par Sébastien Raizer, Paris, Gallimard, coll. « Série noire », 2015, 512 p. (ISBN 978-2-07-014548-5) ; réédition, Paris, Gallimard, coll. « Folio policier » no 788, 2016, 569 p. (ISBN 978-2-07-046831-7)
2. A Better World (2014) [2]Publié en français sous le titre Un monde meilleur, traduit par Sébastien Raizer, Paris, Gallimard, coll. « Série noire », 2016, 431 p. (ISBN 978-2-07-014588-1) ; réédition, Paris, Gallimard, coll. « Folio policier » no 821, 2017  (ISBN 978-2-07-270226-6)
3. Written in Fire (2016) Publié en français sous le titre En lettres de feu, traduit par Sébastien Raizer, Paris, Gallimard, coll. « Série noire », 2017 (ISBN 978-2-07-014589-8) ; réédition, Paris, Gallimard, coll. « Folio policier » no 857, 2018  (ISBN 978-2-07-278984-7)

### Romans indépendants
- The Blade Itself (2007)[3] Publié en français sous le titre Désaxé, traduit par Fabrice Pointeau, Paris, Le Cherche midi, coll. « Ailleurs », 2007, 377 p.  (ISBN 978-2-74910-891-9)
- At the City's Edge (2008), aussi titré Accelerant Publié en français sous le titre Seulement les morts, traduit par Séverine Quelet, Paris, Le Cherche midi, coll. « Ailleurs », 2010, 464 p.  (ISBN 978-2-7491-1159-9)
- Good People (2008), aussi titré Too Good to Be True Publié en français sous le titre Des gens bien, traduit par Séverine Quelet, Paris, Le Cherche midi, coll. « Ailleurs », 2009, 331 p.  (ISBN 978-2-7491-1322-7)
- The Amateurs (2009), aussi titré No Turning Back [4]
- The Two Deaths of Daniel Hayes (2011)
- No Rest for the Dead (2011), roman écrit en collaboration avec une vingtaine d'auteurs, dont Thomas H. Cook, Faye Kellerman et Alexander McCall Smith

### Recueil de nouvelles
- Scar Tissue: Seven Stories of Love and Wounds (2010)

### Nouvelles ou courts romans
- As Breathing (2010)
- The Days When You Were Anything Else (2010)
- The Desert Here and the Desert Far Away (2010)
- Gravity and Need (2010)
- No One (2010)

## Adaptations
- 2014 : Dangerous People (Good People) de Henrik Ruben Genz